# Thaumastophleps expansa
Thaumastophleps expansa är en fjärilsart som beskrevs av Walker 1864. Thaumastophleps expansa ingår i släktet Thaumastophleps och familjen bastardsvärmare. Inga underarter finns listade i Catalogue of Life.